# Bernard Springett Watkins
Bernard Springett Watkins, britanski general, * 1900, † 1977.